# 布朗登鎮區 (愛荷華州傑克遜縣)
布朗登鎮區（英語：Brandon Township）是位於美國愛荷華州傑克遜縣的一個行政鎮區。

## 地方資料
根據2010年美國人口普查的數據，布朗登鎮區的面積為92.93平方千米，當中陸地面積為92.93平方千米，而水域面積為0.00平方千米。當地共有人口247人，而人口密度為每平方千米2.66人。